# 18 Leonis
18 Leonis är en orange jätte i stjärnbilden Lejonet.
18 Leonis har visuell magnitud +5,64 och är synlig för blotta ögat vid god seeing.. Den befinner sig på ett avstånd av ungefär 510 ljusår.